# Australski stribor
Australski stribor (Wollemia nobilis) je četinjača iz porodice Araucariaceae.
Australski stribor je jedna od najstarijih i najrjeđih živućih vrsta, a pronađen je 1994. oko 200 km zapadno od Sydneya u nacionalnom parku Wollemia, a pronašao ga je David Noble. 
Ime je dobio po mjestu na kojem je nađen i po svom pronalazaču (Wollemia nobilis). Ova vrsta je pod posebnom zaštitom australske vlade, a mjesto pronalaska je tajno čak i za botaničare koji ga izučavaju.
Australski stribor raste i do 40 metara u visinu, iglice su svijetlo zelene boje a kora je s tamnosmeđim izbočinama. 
Organizacija Wollemi pine International ima zadatak spriječiti ljudsko upletanje u razvoj ove vrste na njenom prirodnom staništu a u isto vrijeme uzgaja kultivirane jedinke koje prodaje diljem svijeta u svrhu povećavanja šansi za daljnje preživljavanje ove vrste.
U Hrvatskoj je jedan primjerak australskog stribora, koji je bio donacija australske vlade, bio posađen u zadarskom perivoju Vladimira Nazora. Biljka se nalazila u kavezu koji je onemogućavao neposredni pristup biljci, ali se iz neutvrđenog razloga osušio 2011. godine, pet godina nakon što je zasađen. Drugi primjerak posađen je 2014. u Botaničkom vrtu u Zagrebu.

## Galerija
- 'W. nobilis
- W. nobilis
- W. nobilis
- W. nobilis
- W. nobilis